# Nikolaus Mercator
Nicholas (Nikolaus) Mercator (1620, Eutin - 1687, Versalhes), também conhecido pelo seu nome germânico Kauffmann, foi um matemático do século XVII. Viveu nos Países Baixos (1642-1648), se doutorou na Universidade de Copenhague (1648-1654), viveu em Paris (1655-1657), ensinou matemática em Londres(1658-1682); ingressou-se na Royal Society em 1666, desenhou um cronômetro marítimo com Carlos II da Inglaterra, desenhou e construiu as fontes do Palácio de Versalhes, entre 1682 e 1687.
Matematicamente, é conhecido por seu tratado sobre logaritmos (Logaritmo technica), publicado em 1668. Nela, ele descreveu a seguinte série, também descoberto independentemente por Gregory Saint-Vincent:
{\displaystyle \ln(1+x)=x-{\frac {1}{2}}x^{2}+{\frac {1}{3}}x^{3}-{\frac {1}{4}}x^{4}+\cdots .}
Neste trabalho também está contido pela primeira vez o termo "logaritmo natural" em sua forma latina log naturalis; o uso deste termo é surpreendente, pois precede o desenvolvimento do cálculo, no qual aparecem as propriedades mais naturais deste logaritmo.
Para o campo da música, Mercator contribuiu com o primeiro relato preciso de 53 temperamentos iguais, de importância teórica, mas pouco praticada. Ele morreu em Versalhes em 1687.